# Norbert Sieber

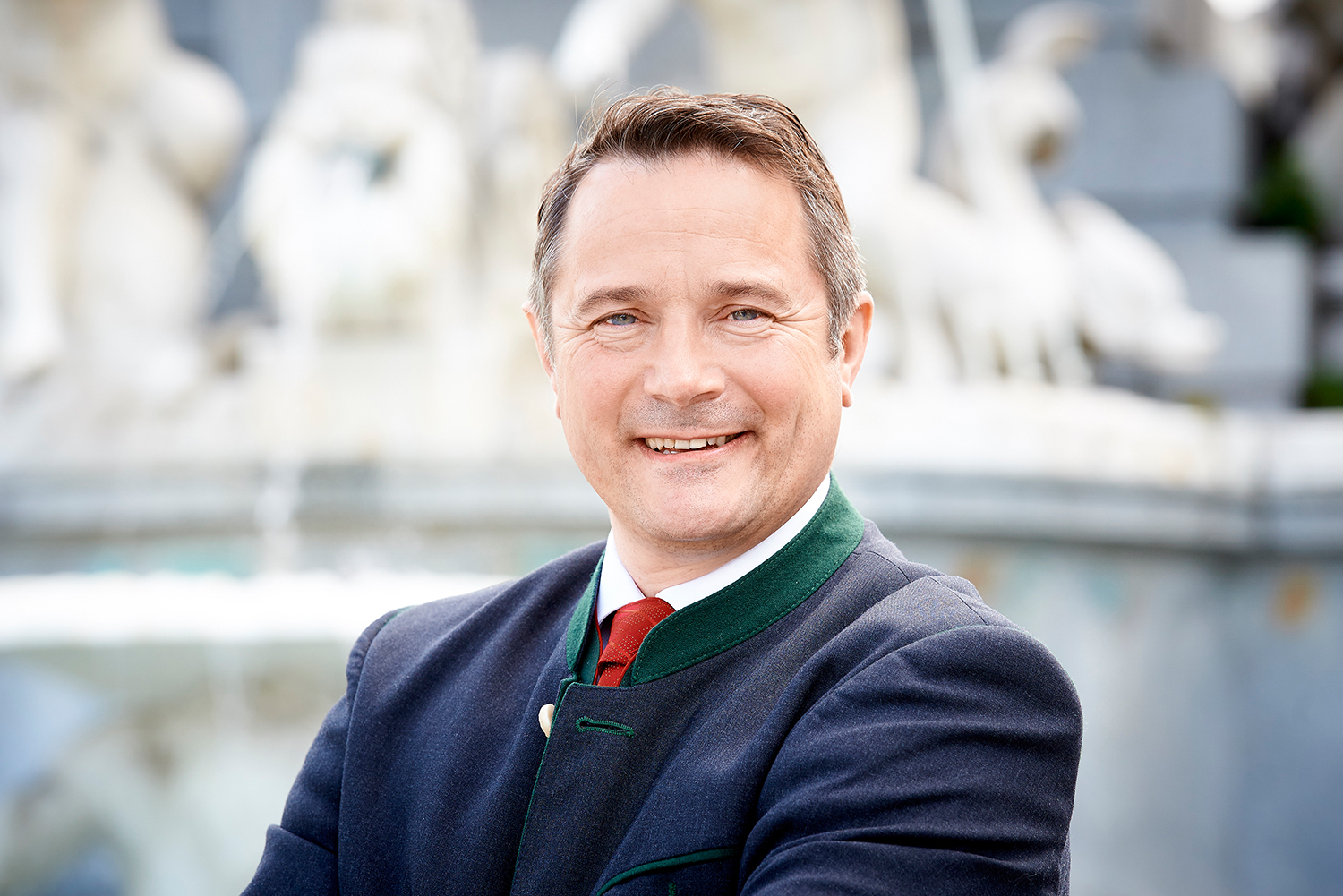
Norbert Sieber (2016)

Norbert Sieber (* 12. Jänner 1969 in Bregenz) ist ein österreichischer Politiker (ÖVP) und Landwirt. Er ist seit 2013 Abgeordneter zum österreichischen Nationalrat und war zuvor bereits von 2002 bis 2008 Nationalratsabgeordneter.

## Leben
Nach dem Besuch der Volks- und Hauptschule (1975–1984) in Bregenz absolvierte Norbert Sieber die Landwirtschaftliche Fachschule (1984–1987) in Hohenems. Seit 1990 ist Norbert Sieber Landwirt in Bregenz-Fluh. Sieber ist verheiratet und hat vier Kinder.

## Politische Tätigkeit
Norbert Siebers politische Laufbahn begann als Landesobmann der Landjugend/Jungbauern Vorarlberg (1989–1991). Im Anschluss daran wurde er zum Bundesobmannstellvertreter der Landjugend Österreich ernannt (1991–1992). Sieber ist seit 1990 Mitglied der Bregenzer Stadtvertretung. Das Amt des Obmannes des Bezirksbauernbundes Unterland hat Sieber seit 1999 inne.
Auf Bundesebene begann Siebers politische Tätigkeit im Jahr 2002, als er zum Abgeordneten des österreichischen Nationalrats gewählt wurde. Nachdem die Volkspartei bei der Nationalratswahl in Österreich 2008 starke Verluste hinnehmen musste, schied Sieber als Listenplatz Zweiter im Wahlkreis Vorarlberg Nord für eine Legislaturperiode aus dem Nationalrat aus. Nachdem er bei der Nationalratswahl 2013 wieder als Spitzenkandidat im Wahlkreis Vorarlberg Nord für die ÖVP angetreten war, konnte er wieder das Grundmandat erlangen und wurde am 29. Oktober 2013 erneut als Abgeordneter zum Nationalrat angelobt. Auch bei den Nationalratswahlen 2017 und 2019 konnte Sieber als Spitzenkandidat wieder das Grundmandat im Regionalwahlkreis Vorarlberg Nord erlangen und somit in den Nationalrat einziehen.
Sieber ist Familiensprecher der ÖVP.